# Face (альбом Чимина)
Face — дебютный студийный альбом южнокорейского певца Чимина из группы BTS. Он был издан 24 марта 2023 года на лейбле Big Hit Music и представляет собой преимущественно поп-музыку, хип-хоп и R&B, а за его продюсирование отвечали Pdogg, Ghstloop и Evan. Состоящий из пяти песен, все из которых написаны совместно с Чимином, и одной инструментальной, альбом был в значительной степени вдохновлён эмоциональным воздействием пандемии COVID-19 на Чимина как личность и исполнителя и затрагивает «темы одиночества, борьбы с самим собой и поиска свободы». В поддержку Face были выпущены два сингла: лид-сингл «Set Me Free Pt. 2» и сингл номер один в Billboard Hot 100 «Like Crazy».
На внутреннем рынке Face побил рекорды продаж в день премьеры, с тиражом более 1 миллиона копий, а за первую неделю превысил 1,45 миллиона продаж, сделав Чимина первым сольным исполнителем в истории чарта Hanteo, которому удалось это сделать; альбом также дебютировал на первом месте в чарте альбомов Circle Album Chart. Он возглавил чарт альбомов Oricon Albums Chart и чарт цифровых альбомов, а также чарт альбомов Billboard Japan в Японии. Чимин стал первым сольным исполнителем, дебютировавшим под первым номером в обоих чартах альбомов Oricon в 2023 году. Альбом Face дебютировал на второй строчке американского чарта Billboard 200, став самым успешным альбомом южнокорейского сольного исполнителя в истории чартов Billboard. Альбом также вошёл в десятку лучших в Австрии, Бельгии, Канаде, Франции, Германии, Литве, Швейцарии и Новой Зеландии.

## История
Корейские СМИ впервые сообщили об официальном сольном дебюте Чимина в январе 2023 года. 10 февраля Чимин подтвердил, что работает над альбомом и что он выйдет в марте. На следующий день Star News сообщил, что певец появится на различных южнокорейских музыкальных программах в поддержку альбома и исполнит две песни. Big Hit Music официально объявил о выходе альбома 21 февраля в сообщении на Weverse. Вскоре после этого появилось 35-секундное видео «с музыкой в стиле эмбиент и серией водяных капель, создающих рябь на поверхности воды, которая в итоге формирует название альбома». 22 февраля был опубликован график продвижения альбома, и в тот же день открылся период предзаказа.

## Отзывы
| Совокупная оценка | Совокупная оценка |
| Источник          | Оценка            |
| ----------------- | ----------------- |
| Metacritic        | 84/100            |
| Оценки критиков   |                   |
| Источник          | Оценка            |
| AllMusic          | [ 10 ]            |
| Consequence       | 83/100            |
| NME               | [ 11 ]            |
| The Quietus       | 80/100            |
| Rolling Stone     | 80/100            |

Альбом получил в целом благоприятные отзывы критиков, которые сошлись во мнении, что Чимину удалось творчески и стилистически выделиться на фоне предыдущих работ, особенно BTS. Небольшая критика была направлена на использование автотюна в лид-сингле, а также на общую краткость проекта. На Metacritic, который присваивает нормализованный рейтинг из 100 баллов рецензиям от профессиональных изданий, альбом получил средний балл 84 на основе пяти рецензий, что свидетельствует о «всеобщем признании».
Риан Дейли из NME оценила Face в четыре звезды из пяти, описав его как «столкновение с реальностью», которое «захватывает сложные американские горки эмоций, которые приходят с этим». Она назвала «Face-Off» и «Alone» самыми яркими моментами альбома, но считает, что «Set Me Free Pt. 2» — «несколько неудачная» из-за «толстых слоёв автотюна», которые выходят «за рамки стилистики и символики и становятся раздражающими». Дейли заключила, что хотя альбом «не может быть безупречным… даже в своих ошибках он отражает турбулентность современной жизни и особенно последних нескольких лет. Если миссией Чимина на этом альбоме было творческое напряжение и диссонанс в этих песнях, то он её выполнил». Индия Роби из журнала Nylon назвала Face «честным криком в пустоту» — по сравнению с «бурлящим шёпотом» предыдущих проектов певца — который «счищает слои [Чимина] и раскрывает весь его потенциал за пределами лейбла BTS». «Несмотря на мрачность и хаос», присутствующие в альбоме, и «борьбу Чимина с самовнушением», Роби считает, что это «в конечном итоге проект стойкости и триумфа», который дал Чимину возможность продемонстрировать «ранее невиданную креативность», а также «показать своё желание развиваться за пределами BTS» и оставил его «на пороге чего-то ещё более великого».
В своей рецензии для Rolling Stone музыкальный критик Мора Джонстон описала Face как «извилистый, но цепляющий EP», который знаменует собой первый шаг Чимина к тому, чтобы «вырваться из всех коробок, в которые его можно было бы поместить». Она выбрала «Like Crazy» в качестве центрального трека, поскольку он демонстрирует «гибкий стиль пения» Чимина, а «Set Me Free Pt. 2» — как «самый интригующий трек», с его «какофонической смесью синтезаторных духовых и вокальных эффектов», «настойчивым припевом» и голосом Чимина, который «превращается в сирену, призывающую к самоосвобождению». В целом Джонстон резюмировала проект как «убедительную демонстрацию сильных сторон поп-музыки певца-танцора с шелковистым голосом». Британский музыкальный критик Вероника А. Бастардо из The Quietus считает, что Face был «хорошо продуман», несмотря на краткость его продолжительности, и отмечает, что Чимин «предстал в качестве солиста с неожиданным звучанием для своего высокочастотного контртенорового голоса», совсем не похожего на баллады, которыми он был особенно известен ранее. Ей понравился «элегантный и немного чувственный подход к хип-хоп-попу», а также то, как в альбоме сочетаются «синтвейв 80-х и наиболее ошеломляющий аспект некоторых grime-активов, которые обращаются к госпелу, электронным гитарам и дисторшну, чтобы донести своё заявление», отметив большой акцент на «искажённом хип-хопе и трэпе». В конце своей рецензии Бастардо сказала, что Face стал «напоминанием о том, что корейские поп-активы — это не квадратное звучание, а способ смешения искусств на своих собственных условиях».

### Годовые итоговые списки
| Публикация | Список                           | Ранг | Ссылка |
| ---------- | -------------------------------- | ---- | ------ |
| Paste      | The 20 Best K-pop Albums of 2023 | 16   | [ 15 ] |

## Награды и номинации
В октябре 2023 года Face был номинирован на премию MAMA Awards в категории «Альбом года», а также на премию Billboard Music Awards в категории Top K-pop Album. В ноябре он был номинирован на премию Melon Music Awards в категории «Альбом года» и «Million Top 10».

## Список композиций
| №                   | Название                       | Автор(ы)                                       | Продюсеры           | Длительность |
| ------------------- | ------------------------------ | ---------------------------------------------- | ------------------- | ------------ |
| 1.                  | «Face-Off»                     | Pdogg Ghstloop Jimin Evan RM                   | Pdogg Ghstloop      | 3:49         |
| 2.                  | «Interlude: Dive»              | Evan Ghstloop Pdogg                            | Evan Ghstloop Pdogg | 2:10         |
| 3.                  | «Like Crazy»                   | Pdogg Blvsh Chris James Ghstloop Jimin RM Evan | Pdogg Ghstloop      | 3:32         |
| 4.                  | «Alone»                        | Pdogg Jimin Ghstloop Evan                      | Pdogg               | 3:31         |
| 5.                  | «Set Me Free Pt. 2»            | Ghstloop Pdogg Jimin Supreme Boi               | Pdogg Ghstloop      | 3:20         |
| 6.                  | «Like Crazy» (English version) | Pdogg Blvsh Chris James Ghstloop Jimin RM Evan | Pdogg Ghstloop      | 3:32         |
| Общая длительность: | Общая длительность:            | Общая длительность:                            | Общая длительность: | 19:54        |

## Чарты
| Чарт (2023)                              | Высшая позиция |
| ---------------------------------------- | -------------- |
| Австрия (Ö3 Austria)                     | 5              |
| Бельгия/Фландрия (Ultratop)              | 7              |
| Бельгия/Валлония (Ultratop)              | 3              |
| Канада (Canadian Albums Chart)           | 10             |
| Дания (Hitlisten)                        | 22             |
| Нидерланды (Album Top 100)               | 35             |
| Финляндия (Suomen virallinen lista)      | 12             |
| Франция (SNEP)                           | 5              |
| Германия (Offizielle Top 100)            | 7              |
| Греция (IFPI)                            | 1              |
| Венгрия (MAHASZ)                         | 2              |
| Италия (Classifica album)                | 28             |
| Япония (Oricon)                          | 1              |
| Япония Combined Albums (Oricon)          | 1              |
| Япония Hot Albums (Billboard Japan)      | 1              |
| Литва (AGATA)                            | 3              |
| Новая Зеландия (RMNZ)                    | 8              |
| Португалия (AFP)                         | 35             |
| Республика Корея (Circle)                | 1              |
| Испания (PROMUSICAE)                     | 22             |
| Швеция (Sverigetopplistan)               | 55             |
| Швейцария (Schweizer Hitparade)          | 6              |
| Великобритания (UK Digital Albums Chart) | 29             |
| США (Billboard 200)                      | 2              |
| США (Billboard World Albums)             | 1              |

## Сертификации и продажи
| Регион                                                      | Сертификация | Продажи    |
| ----------------------------------------------------------- | ------------ | ---------- |
| Япония (RIAJ)                                               | Платиновый   | 250 000^   |
| Республика Корея (KMCA) · Regular version                   | Миллионный   | 1 000 000^ |
| Республика Корея (KMCA) · Weverse Albums version            | Платиновый   | 250 000^   |
| Итого                                                       |              |            |
| Мир (IFPI)                                                  | —            | 1,700,000  |
| ^ Данные о тиражах приведены только на основе сертификации. |              |            |